# كونتية درنته

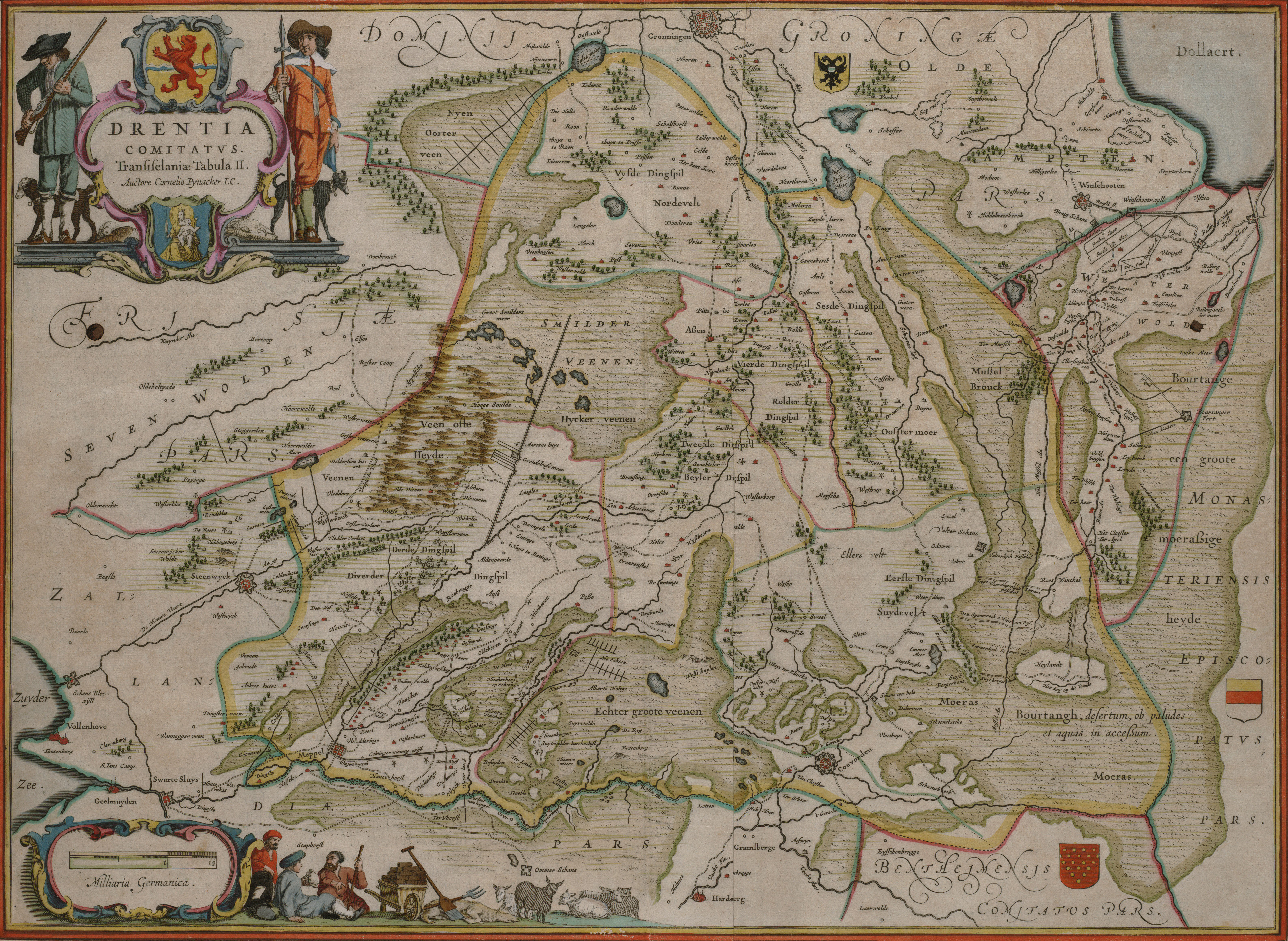

كونتية درنته، كان الاسم الذي يطلق على المقاطعة الهولندية الحالية لدرينته بين 1528 و1795.
في العصور الوسطى المبكرة، ومقاطعة درينثي موجودة بين 1024 و 1046. ولكن بعد تلك الفترة، كانت درينته دائما جزء من أسقفية أوترخت، وعلى الأخص من  أوفرستيخت، الجزء الشرقي من الأسقفية.
عندما ألغيت أسقفية أوتريخت في 1528، وأصبحت جزءاً لا يتجزأ من ملكية هابسبورغ.
فقط عام 1815، أصبحت مقاطعة كاملة في مملكة الأراضي المنخفضة المتحدة.